# Bahnhof Wutike
Bahnhof Wutike ist ein Wohnplatz und eine Betriebsstelle an der Bahnstrecke Neustadt–Meyenburg im Ortsteil Wutike der Gemeinde Gumtow im Landkreis Prignitz in Brandenburg.

## Geographie
Der Ort liegt zwei Kilometer südwestlich von Wutike und sieben Kilometer nordöstlich von Gumtow. Die Nachbarorte sind Wutike im Nordosten, Drewen im Südosten, Steinberg im Süden, Demerthin im Südwesten sowie Vehlow und Minnashöh im Nordwesten.

## Personenverkehr
Der Bahnhof Wutike wurde zum Haltepunkt zurückgebaut. Montags bis freitags verkehren hier im Fahrplanjahr 2022 vier Zugpaare, samstag, sonntags und feiertags drei Zugpaare auf der Linie RB 73 zwischen Neustadt (Dosse) und Pritzwalk sowie Meyenburg.